# Lithocarpus confragosus
Lithocarpus confragosus (King ex Hook.f.) A.Camus – gatunek roślin z rodziny bukowatych (Fagaceae Dumort.). Występuje naturalnie w Malezji oraz Indonezji (na Sumatrze i w Kalimantanie). 

## Morfologia
PokrójZimozielone drzewo dorastające do 15 m wysokości.
LiścieBlaszka liściowa jest skórzasta i ma eliptyczny kształt. Mierzy 17,8–21,5 cm długości oraz 7,6–10,2 cm szerokości, ma rozwartą nasadę i spiczasty wierzchołek. Ogonek liściowy jest owłosiony i ma 15–20 mm długości.
OwoceOrzechy o kulistym kształcie. Osadzone są pojedynczo w zaokrąglonych miseczkach, które mierzą 30 mm średnicy.